# Файо, Виктор
Виктор Файо (фр. Victor Fayod; 1860—1900) — швейцарский миколог и стоматолог.

## Биография
Виктор Файо родился 23 ноября 1860 года в районе городе Бекс на территории швейцарского кантона Во. Начальное образование получал в Бексе и Лозанне, затем поступил в Цюрихский Политехникум. С 1881 года Файо учился микологии у Антона де Бари, затем преподавал в Каннштадте. В 1887 году вместе с семьёй переехал в Италию, поселился в лигурийской деревне Нерви. Несколько лет Файо работал в Генуэзском университете, в 1890 году переехал в Париж. Там Виктор заболел туберкулёзом и вернулся в Швейцарию. 28 апреля 1900 года он скончался, по разным данным, в Лозанне или Бексе.

## Некоторые научные работы
- Fayod, V. (1889). Prodrome d’une histoire naturelle des agaricinés. Ann. Sci. Nat., Bot. sér. 7, 9: 181—411.

## Роды грибов, названные в честь В. Файо
- Fayodia Kühner, 1930